# 莎士比亚的传奇剧
莎士比亚的传奇剧（Shakespeare's late romances），通常简称为传奇剧（the romances），是指威廉·莎士比亚创作生涯最后期的几部戏剧作品，包括《泰尔亲王佩力克尔斯》、《辛白林》、《冬天的故事》以及《暴风雨》等。莎士比亚与他人合作的《两位高贵的亲戚》有时也被归入传奇剧。
莎士比亚的传奇剧有别于早期的历史剧，更偏向于描述超自然的力量并使用华丽的舞台效果。这几部戏剧最早由爱德华·道登根据作品风格归类并命名，之后“传奇剧”这一术语被逐渐广泛采用。莎士比亚的传奇剧受到悲喜剧发展的影响，以及本·琼生和伊尼戈·琼斯对宫廷假面戏剧的极致演绎。传奇剧的主题和风格也受到当时君主的偏好、莎士比亚剧团成员的老龄化以及上层阶级观众需求的影响。

## 戏剧
莎士比亚的传奇剧包括
- 《泰尔亲王佩力克尔斯》，创作于约1603到1608年间；
- 《辛白林》，创作于约1608到1610年间；
- 《冬天的故事》，创作于约1609到1611年间；
- 《暴风雨》，创作于约1603到1611年间；
- 《两位高贵的亲戚》 ，创作于约1612到1614年间（与约翰·弗莱切合著）。

《诺顿版莎士比亚》（The Norton Shakespeare）将《亨利八世》（约1612到1613年间）称为莎士比亚传奇剧的典型代表，但也仍将其视为历史剧之一，罗斯也持同样意见。在爱德华·道登的《莎士比亚：对其思想和艺术的批判性研究》（Shakespeare: A Critical Study of His Mind and Art，1875年出版）中，“传奇剧”一词首次被用于描述这几部莎士比亚晚期作品。在这之后的作家和评论者们一般都采纳了道登所用的这个术语。
莎士比亚戏剧的创作时间大多无法确定到精确的年份，但人们普遍认为这几部剧是在《奥赛罗》、《李尔王》和《麦克白》等一系列悲剧之后创作的。莎士比亚写悲剧是因为这些作品在经济上获得了成功，但是在他创作生涯的末期又回到了喜剧领域，将悲剧和神秘元素混合在一起。

## 标签和结构

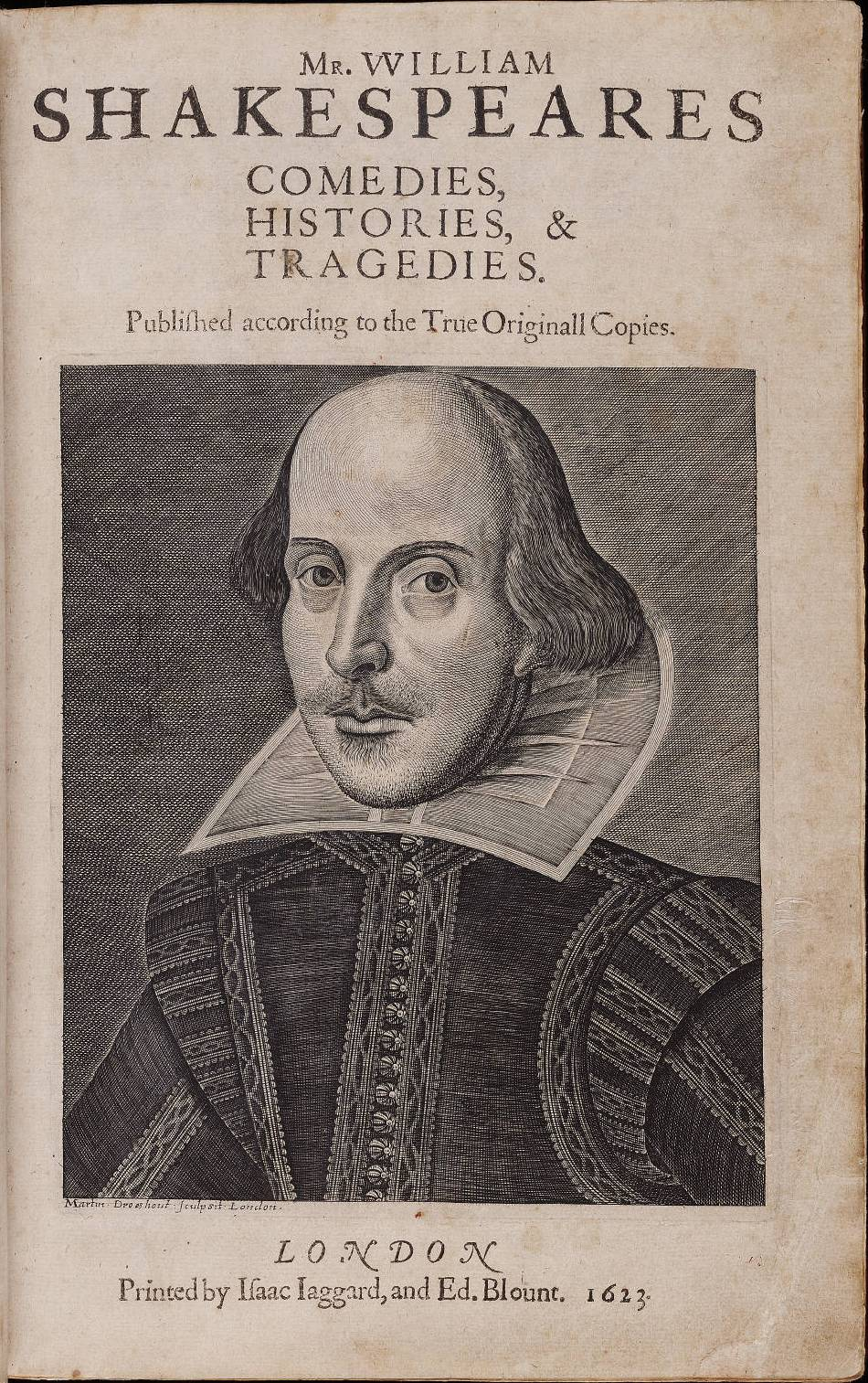
《第一对开本》封面（1623年）

莎士比亚的传奇剧源于剧作评论家们希望莎士比亚晚期创作作品被视作为相较于早期作品更为复杂的喜剧作品，多数现当代评论家和编辑都喜欢传奇剧和悲喜剧的标签。在1623年出版的《第一对开本》中，该书编辑约翰·赫明斯和亨利·康德尔将《暴风雨》和《冬天的故事》归为喜剧，而将《辛白林》列为悲剧，《佩里克利斯》则没有被列在其中。1875年时，爱德华·道登讲莎士比亚晚期创作的喜剧称作“传奇剧”。对此他解释这些作品类似中世纪晚期到现代早期出现的传奇故事，这是一种故事跨越时空的体裁。传奇剧有着宏大的情节，结合了幽默、戏剧性的动作以及角色内心的斗争。这些作品包含有更宽泛的角色类型、更宏大的场面和对外貌与现实主题的不同处理方式。传奇剧与莎士比亚早期创作的喜剧不同，它们更依赖于宏大的主题，而不是建基于某个特定的历史时刻。这些传奇剧是莎士比亚式的悲剧，但结局却往往是圆满的，而不是在最后的危险时刻迅速得到解决方案。视其共同点，这些作品还着重描绘了父女之间的关系。

## 定义特征
莎士比亚的传奇剧最终的剧本都有一些共同的特点：
- 戏剧开头的悲剧性或潜在的悲剧性元素，而这些元素都最终在结尾得到解决，如《冬天的故事》中莱昂特的嫉妒，或《暴风雨》中的沉船和溺水[24]；
- 剧中的老年男性角色更为突出[25]；
- 年轻的恋人是每部剧的一部分，但不是情节的中心[24]；
- 长期分离的家庭成员在一条救赎的情节线与一个幸福的结局下最终团聚[7]；
- 魔法和其他幻想类元素[26]；
- 前基督教时期的脸谱形象，如《辛白林》中的朱庇特以及在《暴风雨》中普洛斯彼罗所召唤的女神[27]；
- “宫廷”和“田园”场景的混合（例如《暴风雨》中的绅士与岛上居民，以及《冬天的故事》中田园与宫廷的对比）。[28]

## 悲喜剧的影响
莎士比亚的传奇剧也受到十七世纪早期戏剧两大发展的影响。第一个是由约翰·弗莱切引领并在早期博蒙特和弗莱彻的合作中发展起来的悲喜剧创新。悲喜剧趋向于“严肃故事”的叙述手法，但总是以轻松的娱乐作为观剧主旨并以大团圆作为结局。莎士比亚的传奇剧比他早期创作的喜剧更具悲喜剧色彩。传奇剧中死亡的威胁与苦难的场景更加剧烈，与超自然力量的接触也更加着重和直接。另一个影响是本·琼生和伊尼戈·琼斯对同时期宫廷化妆舞台的极端阐述。晚期浪漫剧中的关键场景与宫廷舞会密切相关：它们既包含了视觉上的华丽，但也反映了这种展示的肤浅。

## 历史
文艺复兴时期的流行戏剧受到外部影响，特别是统治者的喜好。伊丽莎白一世比较喜欢看大众喜爱的悲剧，她一直在位直到1603年。之后詹姆斯一世继位，而他则更喜欢浪漫的故事。
莎士比亚的健康受到的严重的损害，他本人在《暴风雨》完成五年后就去世，这也成为了已知由他亲自创作的最后一部戏剧。他在完成最后一部戏剧之后回到了斯特拉特福。学者凯瑟琳·亚历山大（Catherine Alexander）认为，这些戏剧的选角并非莎士比亚年迈的体现，而是反映了戏剧演员本身年龄较大这一事实。当时，国王剧团占据的黑衣修士区剧院因当地居民的反对而已经停用了好多年。虽然剧院于1608年下半年重新开放，但此时的剧团演员们已经都老了，因此莎士比亚调整了剧作中角色的年龄。
1603年，当詹姆斯一世登上王位时，国王剧团被允许更名为宫务大臣剧团。此后他们每周要上演多达两部新戏。许多戏剧只有几场演出，而且因为没有导演，演员们被要求掌握相当标准的舞台动作和安排。因为入场费太高，导致黑衣修士的观众一般都是上层阶级，低层阶级很少有机会观看演出。又因为观众的文化素养较高，这些传奇剧的风格更加偏向于美学表现和文艺化。

## 演出
这些传奇剧的出现给舞台剧导演们带来了新的挑战，因为他们要为此营造更壮观的舞台效果。1854年，塞缪尔·菲尔普斯在《泰尔亲王佩力克尔斯》创造了一场风暴效果，他让划船手划桨将佩里克利斯从一个地点带到另一个地点，同时背后的全景画面移动，营造出旅行的假象。《辛白林》的剧本中经常提供宏伟的和朴素的这两种不同的舞台指导。1896年春天，亨利·欧文在伦敦兰心剧院上演该剧时，为辛白林的宫殿花园和内部房间设计了精致的凯尔特装饰，为波斯修姆斯（Posthumus）访问罗马设计了一座宏伟的罗马宴会厅，为伊莫金（Imogen）设计了一个装饰华丽的卧室，为朱庇特的降临设计了一个壮观的梦幻场景。然而，1918年在旧维克剧院，本·格里特选择了以伊丽莎白时代的朴素形式来演绎此剧。《冬天的故事》则带来了时间流逝的场景演绎以及熊追逐安提贡努斯这一桥段的挑战。1976年，特雷弗·纳恩和约翰·巴顿让约翰·内特尔斯同时扮演时间和熊。1986年在皇家莎士比亞劇院，特里·汉兹从地面上吊起一张熊皮地毯来表现熊追赶安提贡努斯的场面。
《暴风雨》以1609年《海上冒险》中沉船事件为开场篇的灵感来源。这个场景可以有不同的表演方式：1842年威廉·查尔斯·麦克瑞迪在皇家歌剧院演出时采用的是一艘装备齐全、有人值守的大型海船。而1987年罗伯特·福尔斯（Robert Falls）在古德曼剧院的制作中，场景设在一艘游轮上，游客乘坐在甲板椅上或者玩着沙壶球，直到灾难发生。

## 评价
由于创作风格以及莎士比亚身体状况的转变，围绕着为何他晚期的剧作会如此呈现有很多的争论。道登提出了一种传记式观点，他认为莎士比亚在写悲剧剧本时身患抑郁症，并通过创作传奇剧剧本摆脱了这种病症。埃德蒙·张伯伦爵士认为莎士比亚在写《雅典的泰门》时经历了一次心理崩溃，而传奇剧剧本的出现则反映了一种心理康复的倾向。克利福德·利奇认为浪漫剧本受到了一种奇幻的清教主义的感染，这源于莎士比亚个人对性的厌恶。D·G·詹姆斯（D G James）认为，莎士比亚随着年龄的增长而逐渐耗尽了诗意的才华。拉斐尔·莱恩（Raphael Lyne）评论说，无法证明莎士比亚在职业生涯中做到了这种程度，也没有迫切的需要将这些作品视为巧合的“晚期”作品。一些学者认为莎士比亚的传奇剧剧本涉及信仰和救赎，是奖励美德胜过邪恶的主题上的变体。

## 电影改编
《辛白林》最近的电影版于2014年上映，由米拉·乔沃维奇、伊桑·霍克、佩恩·贝格利、约翰·雷吉扎莫和艾德·哈里斯主演。
《暴风雨》被改编的较多，最早的无声电影版本于1908年制作。其后的改编包括1948年上映的《黄色天空》，将背景设定在西部荒野，由格里高利·派克和安妮·巴克斯特主演。而1956年上映的《禁忌星球》则被改编成为一部背景设定在外太空的科幻经典。德里克·贾曼1979年改编的版本将故事搬到苏格兰海岸边一座破败的豪宅中。1982年版的《暴风雨》将背景设定在一个希腊小岛上，由约翰·卡萨维茨、莫莉·林沃德、吉娜·罗兰兹和苏珊·萨兰登主演。由约翰·吉尔古德在1991年主演的《魔法师的宝典》与其说是改编，不如说是对《暴风雨》的解读，结合了电影、舞蹈、歌剧和动画。2010年上映的电影版中的普洛斯佩罗被改名为女性的普洛斯佩拉，由海伦·米伦饰演。

## 脚注

### 引文
1. ↑  顏元叔 (2002)，第1頁.
2. ↑  傅光明 & 杨冀 (2019)，第179頁.
3. ↑  涂淦和 (1990)，第85頁.

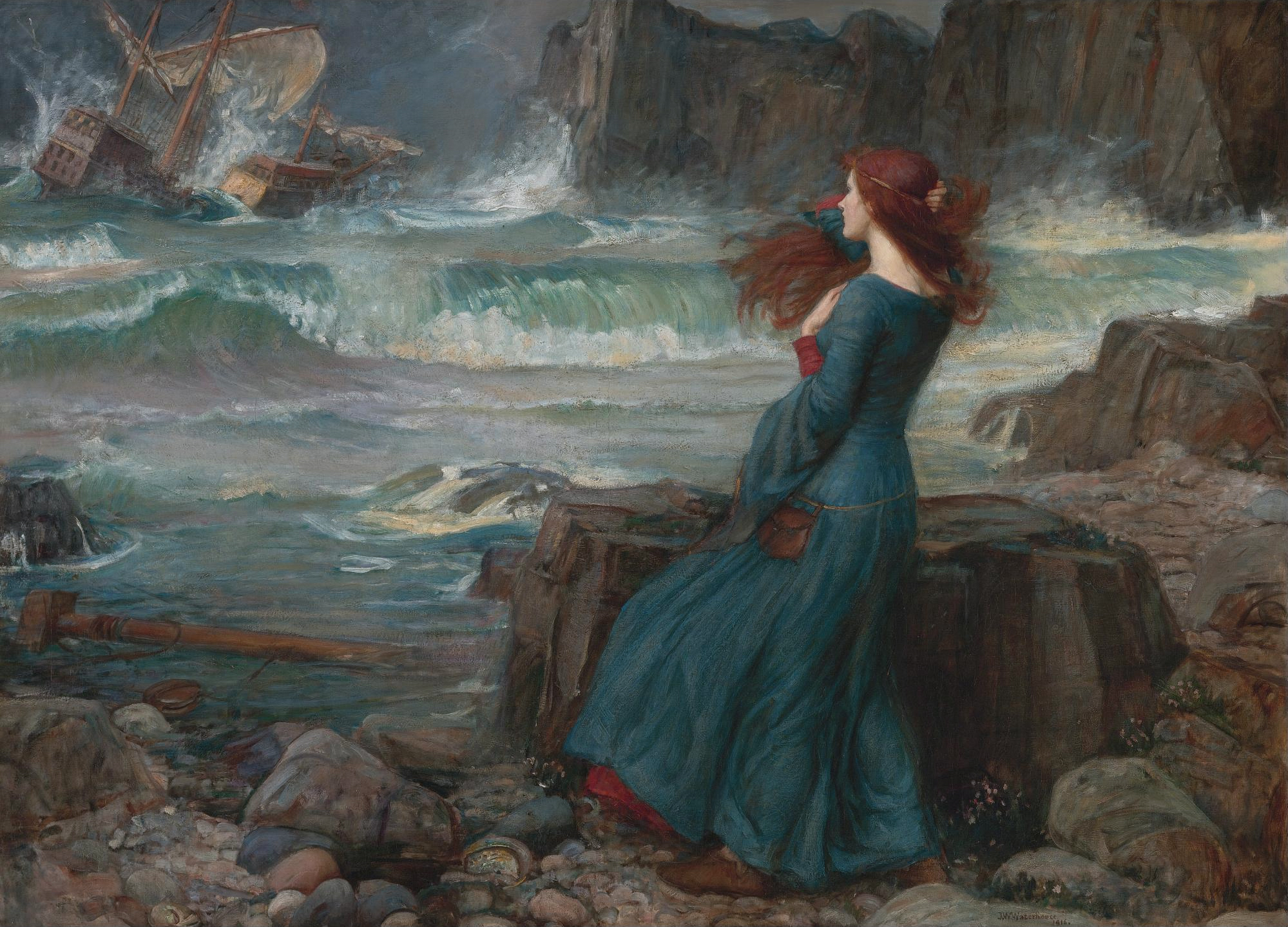
约翰·威廉姆·沃特豪斯描绘的《暴风雨》中的米兰达（1916年）

4. ↑  Halliday (1964)，第419, 507–508頁.
5. ↑  Wells (1986)，第xx頁.
6. ↑  Rowse & Volume III，第670, 724, 796, 860頁.
7. 1 2 3 4  Smith (1964)，第279-287頁.
8. ↑  王安琪 & 張上冠 (2019)，第170頁.
9. ↑  张泗洋 (2014)，第35頁.
10. ↑  Greenblatt (2008)，第?頁.
11. ↑  Volume II，第600–605頁.
12. ↑  傅光明 & 杨冀 (2019)，第101頁.
13. ↑  杨周翰 (1979)，第107頁.
14. ↑  Steppat (1980)，第80頁.
15. ↑  Fuchs (2004)，第95頁.
16. ↑  Watts (2016)，第86頁.
17. ↑  Thorne (2003)，第2頁.
18. ↑  刘虹 (2020)，第387頁.
19. ↑  刘虹 (2020)，第385頁.
20. ↑  "The Brotherton First Folio Digital Resource" （页面存档备份，存于）, University of Leeds, retrieved 9 December 2014
21. ↑  Lyne (2007)，第6, 99頁.
22. ↑  Bevington (2007)，第191頁.
23. ↑  Lyne (2007)，第81頁.
24. 1 2  Bieman (1990)，第1頁.
25. ↑  Bieman (1990)，第4頁.
26. ↑  Rowse & Volume III，第11頁.
27. ↑  Rowse & Volume III，第784, 896–897頁.
28. ↑  Schmidgall (1981)，第180頁.
29. ↑  Adams (1923)，第414頁.
30. ↑  Lyne (2007)，第4頁.
31. ↑  Lyne (2007)，第43–44頁.
32. ↑  Adams (1923)，第411–412頁.
33. ↑  Adams (1923)，第422頁.
34. ↑  Adams (1923)，第429頁.
35. ↑  Alexander (2009)，第8頁.
36. ↑  Bevington (2007)，第17–20頁.
37. ↑  Hildy & Brockett (2007)，第126頁.
38. ↑  Thorne (2003)，第14頁.
39. ↑  Bevington (2007)，第212頁.
40. ↑  Bevington (2007)，第195頁.
41. ↑  Bevington (2007)，第200–201頁.
42. ↑  Bevington (2007)，第205–206頁.
43. ↑  Alexander (2009)，第xiv頁.
44. ↑  Rowse & Volume III，第860頁.
45. ↑  Bevington (2007)，第215頁.
46. ↑  Lyne (2007)，第?頁.
47. ↑  Semon (1974)，第423-426頁.
48. ↑  . Deadline Hollywood. 31 July 2013  [7 August 2013]. （原始内容存档于2013-11-07）.
49. 1 2 3 4 5  . British Film Institute.   [9 December 2014]. （原始内容存档于2022-12-17） （英语）.